# ويليام هنري هاريسون (مهندس معماري)
ويليام هنري هاريسون (بالإنجليزية: William Henry Harrison)‏ هو مهندس معماري أمريكي، ولد في 2 يناير 1897، وتوفي في 15 مايو 1988.